# Diplomatic Courier
Diplomatic Courier is een Amerikaanse dramafilm uit 1952 onder regie van Henry Hathaway. 

## Verhaal
Geheim agent Mike Kells wordt naar Salzburg gestuurd om er enkele belangrijke documenten op te halen. De koerier met de documenten wordt vermoord door spionnen en Kells gaat op zoek naar de daders in Triëst. 

## Rolverdeling
| Acteur          | Personage               |
| --------------- | ----------------------- |
| Tyrone Power    | Mike Kells              |
| Patricia Neal   | Joan Ross               |
| Stephen McNally | Kolonel Mark Cagle      |
| Hildegard Knef  | Janine Betki            |
| Karl Malden     | Sergeant Ernie Guelvada |
| James Millican  | Sam F. Carew            |
| Stefan Schnabel | Rasumny Platov          |
| Herbert Berghof | Arnov                   |
| Arthur Blake    | Max Ralli               |
| Helene Stanley  | Stewardess              |